# Cimetière de Gentilly
Le cimetière de Gentilly est le cimetière de la commune de Gentilly, dans le Val-de-Marne, situé sur le territoire de la ville de Paris.

## Historique
Bien que possession de la commune de Gentilly, le cimetière est situé dans le 13e arrondissement de Paris, à la limite avec celle-ci. Ceci est dû à l'annexion par Paris de l'ancienne zone militaire, en 1925. Il est délimité par le boulevard périphérique, la rue Louis-Pergaud, la rue Francis-de-Miomandre (qui le sépare du stade Charléty), l'avenue Caffieri et la rue de Sainte-Hélène.

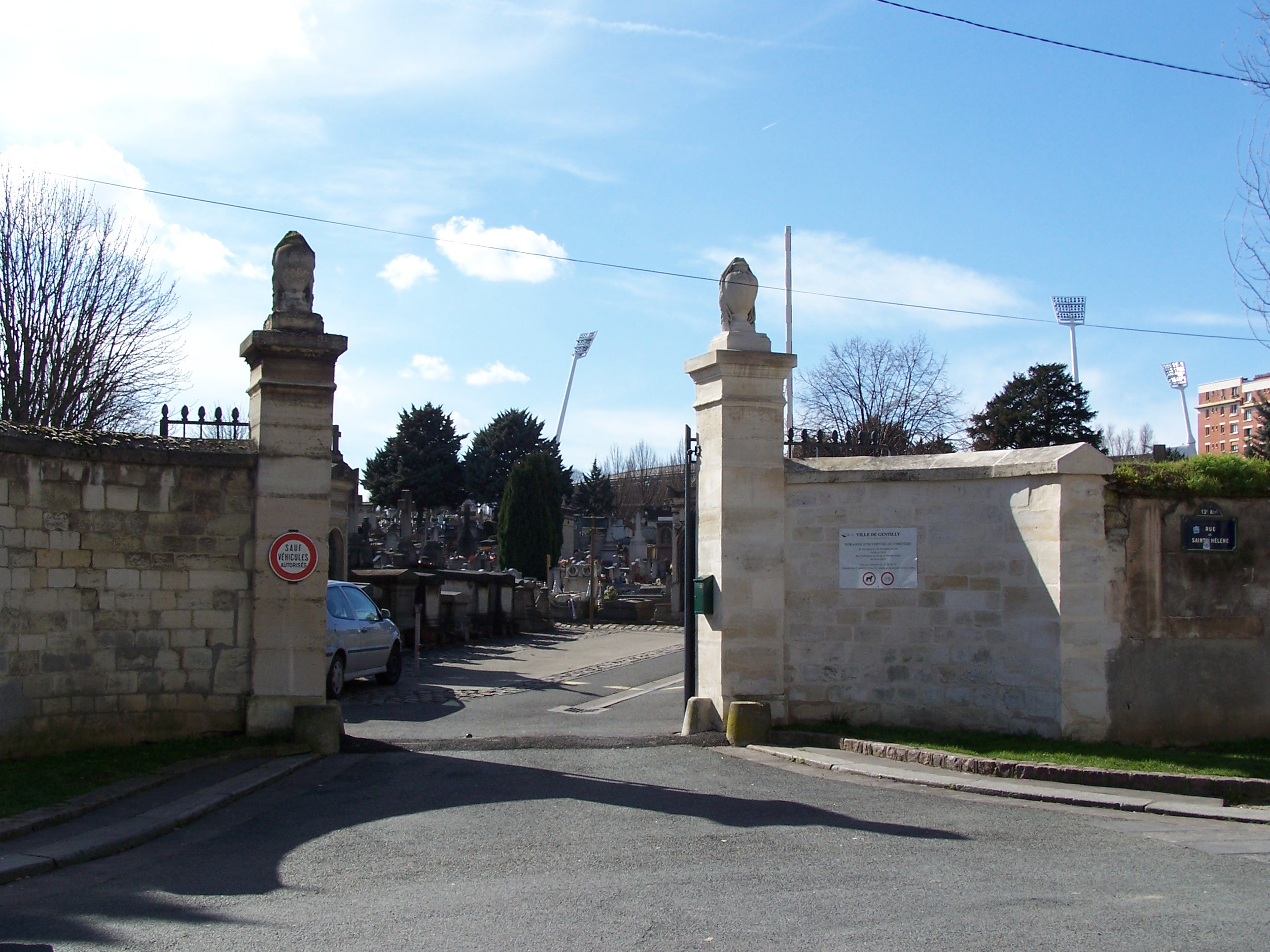
Entrée de la rue de Sainte-Hélène.
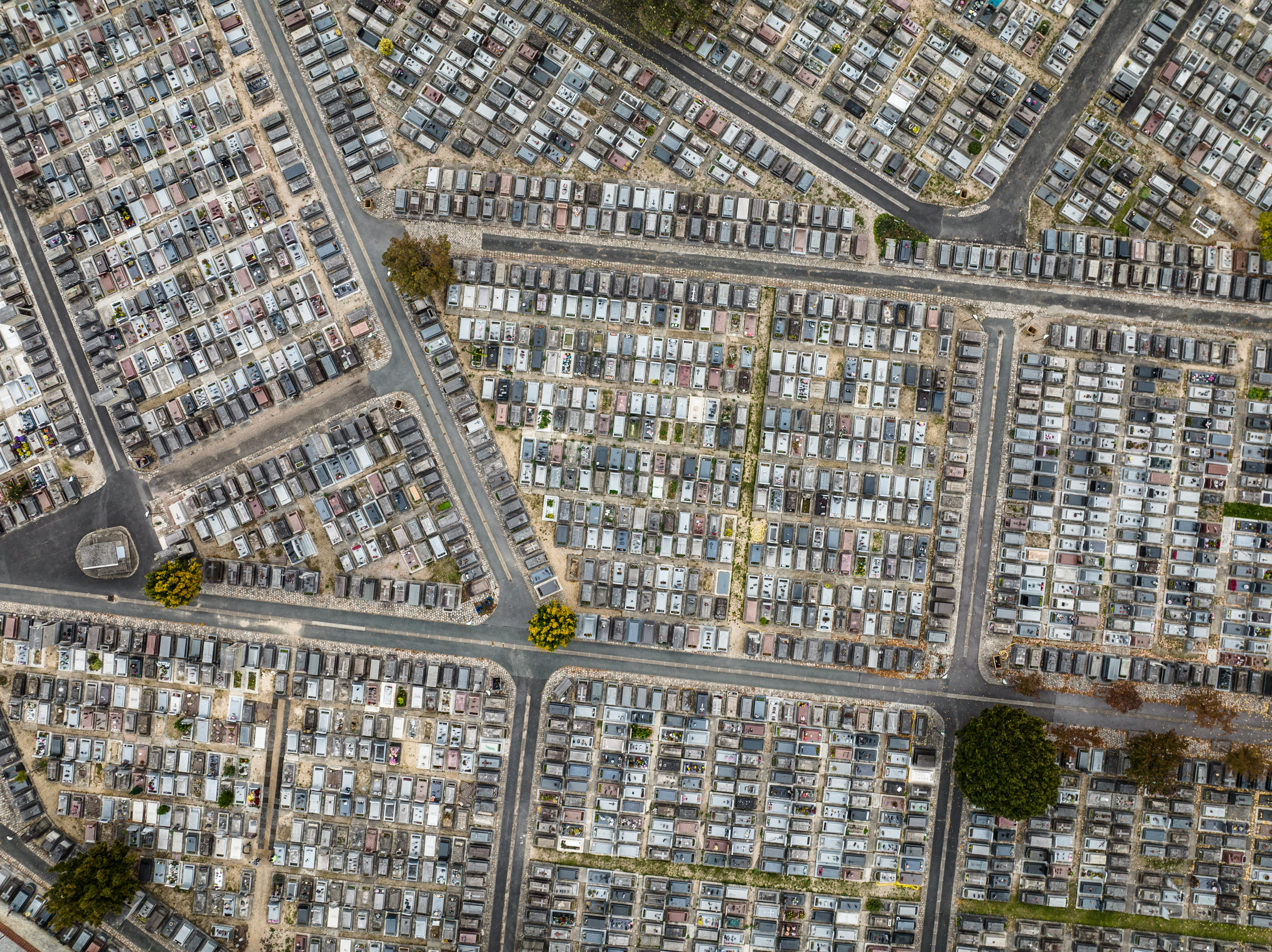
Vue aérienne du cimetière de Gentilly.

## Personnalités enterrées
Parmi les défunts inhumés au cimetière de Gentilly, se trouvent :
| Nom                                                                       | Métier | Photo |
| ------------------------------------------------------------------------- | --- | ----- |
| Jacques Restignat Maurice Thibairenq Pierre Rouillon Michel-Henri Huchard | 4 des 35 fusillés de la cascade du bois de Boulogne                                                                |       |
| Charles Émile Bitte (1866-1895)                                           | peintre (médaillon en bronze)                                                                                      |       |
| Léon Bouchez (1856-1940)                                                  | Général |       |
| Claude Chéreau (1883-1974)                                                | peintre, élève de Jean-Paul Laurens                                                                                |       |
| Madeleine Clervanne (née Zoé Jeanne Cretot, 1897-1975)                    | comédienne |       |
| Mony Dalmès (née Simone Etennemare, 1914-2006)                            | comédienne, sociétaire de la Comédie-Française                                                                     |       |
| France Delahalle (1922-2004)                                              | comédienne |       |
| Hélène Édeline (1919-2004)                                                | femme politique |       |
| Paulin Enfert (1853-1922)                                                 | fondateur de patronages et de la Mie de pain                                                                       |       |
| Abbé Georges Hénocque (1870-1959)                                         | aumônier, résistant, déporté à Buchenwald; son nom est donné à une place et un square dans le XIIIe arrondissement |       |
| le « Zouave » Jacob (1829-1913)                                           | ancien zouave, théurge guérisseur (buste)                                                                          |       |
| Gérard de Lacaze-Duthiers (1876-1958)                                     | journaliste libertaire et littérateur, grand prix de l'Académie française en 1946                                  |       |
| Robert Lynen (1920-1944)                                                  | acteur et résistant fusillé par les Allemands                                                                      |       |
| Robert Marchand (1915-1942)                                               | compagnon de la Libération                                                                                         |       |
| Paulin Méry (1860-1913)                                                   | médecin, député boulangiste (buste en marbre)                                                                      |       |
| Jules Muracciole (1906-1995)                                              | journaliste, gaulliste, compagnon de la Libération                                                                 |       |
| Pierre Pène (1898-1972)                                                   | ingénieur en chef des Travaux publics, résistant, gouverneur du pays de Bade, compagnon de la Libération           |       |
| France Roche (1921-2013)                                                  | journaliste de cinéma                                                                                              |       |
| Raymond Souplex (né Raymond Guillermain, 1901-1972)                       | chansonnier et acteur                                                                                              |       |

## Inspirations
Alain Demouzon fait une description du cimetière de Gentilly dans son roman Melchior en automne en 2003,.